# Mikata-gun (Fukui)
Mikata (jap. 三方郡, -gun) ist ein Landkreis in der Präfektur Fukui in Japan. 
Er hat eine Fläche von 152,32 km², eine Einwohnerdichte von 72,37 Personen pro km² und insgesamt etwa 11.023 Einwohner. (Stand: 2005)

## Gemeinde
- Mihama